# Predanje Božjoj providnosti
Predanje Božjoj providnosti (fra. L'Abandon à la providence divine) je knjiga francuskog isusovačkog teologa Jean-Pierrea de Caussadea. Postala je poznata tek stotinjak godina poslije autorove smrti, kada su otkrivena njegova pisma i duhovni spisi, a među njima i ova knjiga. Prvi je put objavljena 1861. godine. Odmah je postala svjetski duhovni bestseler, potom i svevremenski duhovni klasik koji i milijunima suvremenih čitatelja pomaže živjeti radosnijim i mirnijim životom. Na hrvatski ju je preveo Mladen Parlov.
Glavna poruka knjige Predanja Božjoj providnosti jest "duhovno ispunjenje možemo naći u jednostavnosti naših svakodnevnih dužnosti, a nadasve ga možemo pronaći u predanju onome što je Božja volja za svakoga od nas." De Caussade tumači da je praksa predanja Božjoj volji ključ za postizanje istinskoga mira i radosti, a ona je lako dostupna svim ljudima – od početnika do onih koji su već značajno napredovali u duhovnomu životu. Autor daje i smjernice kako prepoznati što je Božja volja za nas. Naglašava da Bog od nas ne očekuje izvanredna djela, nego nas prije svega poziva da obraćamo herojsku pozornost na svaki detalj koji čini našu svakodnevicu i ponizno prihvaćamo sve ono što dolazi iz njegove ruke.
Ovaj poznati duhovni klasik velike psihološke pronicavosti nepresušno je vrelo mudrosti, a bogate duhovne pouke koje sadrži uspješno su prošle test vremena. Čitatelju daje korisne savjete i praktičnu pomoć na duhovnome putu, kao i rijetko blago puno nadahnuća kojemu će se moći uvijek iznova vraćati.